# Чёрный фраер
«Чёрный фраер» — художественный фильм, снятый в 1999 году режиссёром Глебом Михайловым.
В фильме в абсурдной манере высмеиваются популярные клише постсоветских криминальных боевиков, которые в большом количестве выходили на российские экраны в девяностые годы.

## Сюжет
В Санкт-Петербурге появляется странный парень, одетый во все чёрное, и начинает борьбу с местными бандитами. Спасает безумную старушку от грабителей и после её смерти заботится о её сыне-инвалиде, помогает девушке избавиться от преследования её сексуально озабоченного отца. Убивает главаря местной мафии, попутно всячески помогая жителям города.
Этот «Чёрный фраер» ходит во всём чёрном, даже в трусах. Ночью он просто сливается с темнотой. Особенно если закрыт рот, а хавальник он постоянно держит закрытым. Его ночью хрен найдёшь.

## В ролях
| Актёр            | Роль                                                                          |
| ---------------- | ----------------------------------------------------------------------------- |
| Глеб Михайлов    | «Чёрный фраер»                                                                |
| Игорь Бубенчиков | «Канитель», «Тамбовский волк», озвучивание отражения в зеркале главного героя |
| Павел Матросов   | Факир «брат» фраера                                                           |
| Зинаида Панова   | Дуняша                                                                        |
| Лидия Доротенко  | старушка                                                                      |
| Владимир Шестов  |                                                                               |

## Отзывы с обложки VHS
«Высокое мочилово, после первых кадров адреналин ударяет в голову и зритель захлебывается от смеха все полтора часа.»Александр Баширов
«Настоящее, чистое искреннее кино для русских зрителей. Попадание в десятку! Ближе, понятнее и круче, чем фильм „Отчаянный“ Р. Родригеса.»Максим Пежемский

## Рецензии и критика
«Шедевр, хотя и весьма специфический. Действие концептуально, до невыносимости, растянуто, предполагает просмотр маленькими дозами или в смещенных состояниях сознания. Все движения и жесты героев лаконичны до не могу, до небывалого минимализма. Диалоги предельно лапидарны. Сильно рекомендуется любителям питерской эстетики вообще и прикладной психоделии в частности.»
— Вячеслав Курицын

«Фильм действительно потрясающий: С одной стороны, в фильме много киноцитат, начиная Люмьеровским „Прибытием поезда“ и заканчивая Такэси Китано, „Ассой“ Сергея Соловьёва, „Братом“ Алексея Балабанова, с другой — Михайлов снимает так, будто до него кино не существовало вообще, будто он открывает заново какие-то прописные истины.
 Главный герой — Бэтмэн нашего времени. Цитата: „Он ходит в черном: черные носки, черная майка, даже трусы у него черные. Найти его невозможно, особенно ночью. Но если вы встали на его пути, он найдет вас, и тогда…закажите себе гроб“. Сюжет — боевика, декораций — нет, всё происходит на улицах города, актёры — непрофессиональные, общее настроение — стёб, предоставляющий при этом благодатнейшую почву для киноведческих изысканий. В скором времени Глеб собирается выпустить свой фильм на видео. Думаю, разойдётся, он, как и первая партия кассет, очень быстро. Кроме того, у фильма очень неплохой саундтрек (группы „Виктор“) — так что удовольствие получаешь двойное — от самого кино и от музыки.»
— Елена Максимченко

«„Черный фраер“ Глеба Михайлова последовательно выдержан в эстетике примитива. Как режиссёр, сценарист и исполнитель главной роли, Глеб Михайлов „завязывает“ со всеми играми в реалистичность и психологизм. И собирает в плотную массу все самые дежурные клише криминального жанра в его современном российском варианте. Но вместо злой пародии на „Russian crime story“ получается очень доброе кино, в котором смело и любовно используются самые отчаянные стереотипы.
 Драки здесь сопровождаются звуками грохота и хруста заведомо „ненатуральных“ тел. Удар героя всегда одинаково силен и меток. Диалог элементарен. На фоне классицистских и барочных зданий Санкт-Петербурга, на фоне питерских трущоб и пустырей происходят разборки Чёрного фраера со всеми бандитами, которые попадаются ему под руку. Сама среда обитания откровенно рифмуется с образом „бандитской столицы“, уже закрепленным за нашей северной Венецией в детективных сериалах. Доводя до абсурда цитаты из популярных „криминалок“, Глеб Михайлов придает им новое обаяние.
 Сам же Чёрный фраер оказывается фигурой амбивалентной. Это и пародия на супермена, и вдохновенный идеал сильного героя, рыцаря без страха и упрека. Он пребывает в экстатичном состоянии, способный одним волевым усилием преодолеть любые преграды. Не случайно один из самых частых лейтмотивов — проходы Чёрного фраера по всевозможным путям и дорогам. Он — завоеватель жизненного пространства. Однако как только он открывает рот и начинает с кем-то общаться, вся патетика образа куда-то исчезает. Фраер превращается в забавного молодого человека с удивленным взглядом и с характерно вытянутой шеей недавно вылупившегося динозавра. Это герой, далекий от прожженности, ещё ничего толком не знающий о мире, но с инстинктом хищника-победителя. Чёрный фраер — квинтэссенция центрального киногероя современности, который создан не думать, а действовать, не жить, а бороться за свою и чужую жизни.»
— Екатерина Сальникова

«„Черный фраер“ состоит из клише боевиков, пародий на клише, пародий на новорусское кино. Для создания атмосферы полнейшего балагана фраеровский саундтрек сделала группа „Виктор“, которая уже десять лет очень серьезно и пафосно поет под „Кино“. К концу пародийная интонация „Фраера“ уже окончательно зашкаливает. Балабановский культ силы, туповато-безграничная любовь к родине просто размазаны по стенке. Фраер куда симпатичнее, веселее и искрометнее супермена (или уж „супермужика“ — так, наверное, патриотичнее…) Данилы.»
— Александр Литой
Рейтинг на КиноПоиске — 6 из 10, на IMDb — 6.7 из 10, по состоянию на 2018 год.

## Саундтрек
В качестве саундтрека в фильме была использована музыка группы «Виктор», музыканты которой являются последователями и поклонниками легендарной группы «Кино» и её лидера Виктора Цоя. В фильм вошли песни из альбомов — «Память» (1996) и «Дайте мне слово» (1997).
Песни представлены в порядке появления на экране:
| №   | Название            | Исполнитель | Длительность |
| --- | ------------------- | ----------- | ------------ |
| 1.  | «Бездельник»        | «Vиктор»    | 4:43         |
| 2.  | «Ночь»              | «Vиктор»    | 3:54         |
| 3.  | «Жизнь наполовину»  | «Vиктор»    | 4:16         |
| 4.  | «Будет»             | «Vиктор»    | 5:01         |
| 5.  | «Ожидание рассвета» | «Vиктор»    | 4:14         |
| 6.  | «Настроение»        | «Vиктор»    | 5:38         |
| 7.  | «Одно призванье»    | «Vиктор»    | 4:20         |
| 8.  | «Такой я есть»      | «Vиктор»    | 3:25         |
| 9.  | «Вперёд!»           | «Vиктор»    | 4:48         |
| 10. | «Каждый день»       | «Vиктор»    | 3:49         |
| 11. | «Проблема № 1»      | «Vиктор»    | 4:29         |
| 12. | «Полночь»           | «Vиктор»    | 3:05         |
| 13. | «Дайте мне слово»   | «Vиктор»    | 3:18         |
| 14. | «Не плачь»          | «Vиктор»    | 3:31         |
| 15. | «Жизни след»        | «Vиктор»    | 5:07         |
| 16. | «Боец молодой»      | «Vиктор»    | 3:19         |
| 17. | «Волк»              | «Vиктор»    | 4:01         |
| 18. | «Мама»              | «Vиктор»    | 3:45         |

Также в фильме звучат композиции: Richard Clayderman — How deep is your love, «Backstreet Boys» — I Want It That Way, «Modern Talking» —You're My Heart, You're My Soul (Classic Mix '98).

## О фильме
1. Фильм является дебютной работой молодого режиссёра Глеба Михайлова и согласно титрам снят по его роману «Питерские разборки», однако доподлинно неизвестно существует ли такой роман на самом деле так как почти вся информация в титрах является шуточной. Кроме этого Михайлов является сценаристом и продюсером фильма.
2. По словам Асхата Калбаева — солиста группы «Виктор», Глеб Михайлов изначально планировал назвать фильм «Разборки в Питере», но после того как Асхат сказал ему что это название больше подходит боевику, а фильм скорее является чёрной комедией переименовал его в «Чёрный фраер»[6].
3. В фильме присутствуют ненормативная лексика, сцены секса и насилие. Несмотря на это, он не имеет возрастных ограничений.
4. В фильме пародируются такие известные киноленты как «Игла» и «Брат».
5. В титрах фильма много шутливой и глупой информации, например, там написано, что: «в ходе съёмок пострадали 28 человек, а съёмки фильма проходили полускрытой камерой расположенной в дупле дерева».
6. Актриса Лидия Доротенко, игравшая в фильме скончавшуюся старушку является одним из старейших работников «Ленфильма» с обширной фильмографией, кроме этого она снималась в небольшой роли в фильме «Брат».
7. Бандиты смотрят по телевизору фильм «Шалунья». Главари бандитов близнецы Канитель и Тамбовский волк говорят голосом Бориса Ельцина.
8. Телевизионная премьера фильма состоялась в 2000 году на петербургском телеканале «NBN»[7]. В 2001 году фильм вышел на «VHS».

## Фестивали и награды
| Год  | Фестиваль                                                           | Результат                                                                  | Примечание |
| ---- | ------------------------------------------------------------------- | -------------------------------------------------------------------------- | --- |
| 2000 | московский кинофестиваль «Любить кино»                              | диплом за дебют в конкурсе «Любительское кино»                             | |
| 2000 | третий международный фестиваль «Чистые грёзы» студии «ДебоширФильм» | лучший фильм                                                               | Кинокритик Михаил Трофименков после просмотра фильма в Санкт-Петербургском кинотеатре «Спартак» назвал его главным событием «Дебошира». |
| 2000 | XII международный фестиваль «Кинотавр»                              | участник информационного показа «дебют-кинотавр» молодое кино, полный метр | |
| 2001 | московский фестиваль сверхлюбительского кино «Sтык»                 | лучший дебют                                                               | |